# Ág
Ág (hongrois : Ág [ˈaːɡ] ; allemand : Neuda) est une localité hongroise située dans le comitat de Baranya.

## Histoire
La première mention écrite du village date de 1487, où il apparaît sous la forme Naghagh. Après l’occupation ottomane, il devint la propriété du prince Pál Esterházy. À partir de 1780, des colons allemands s’installèrent aux côtés de la population hongroise. Après 1945, la population fut en grande partie renouvelée.

## Population

### Minorités culturelles et religieuses
Lors du recensement de 2011, 75,7 % des habitants se déclaraient Hongrois, 22,64 % Roms et 4 % Allemands (23,7 % n'ont pas répondu ; en raison des identités multiples, le total peut dépasser 100 %). La répartition religieuse était la suivante : 58,2 % de catholiques romains, 2,8 % de luthériens, 0,6 % de gréco-catholiques et 13,6 % sans appartenance religieuse (24,9 % n'ont pas répondu).
En 2022, 92,5 % des habitants se déclaraient Hongrois, 21,8 % Roms, 3,4 % Allemands et 5,4 % d'une autre nationalité étrangère (3,4 % n'ont pas répondu ; en raison des identités multiples, le total peut dépasser 100 %). Concernant la religion, 44,9 % étaient catholiques romains, 2 % luthériens, 1,4 % gréco-catholiques, 0,7 % réformés, 0,7 % d’une autre confession chrétienne, 6,1 % d'une autre confession catholique et 15,6 % sans appartenance religieuse (28,6 % n'ont pas répondu).

## Équipements

### Réseaux extra-urbains
La localité est située dans la partie nord des hauteurs de Baranya. Ses localités voisines sont Gerényes au nord, Alsómocsolád à l'est, Kisvaszar au sud et Tékes à l'ouest.
Elle est accessible par la route principale 611, en passant par Gerényes. Depuis cette route, il faut bifurquer à Vásárosdombó sur la route 6546, puis tourner vers le nord après 4 kilomètres. Depuis Komló, l'accès se fait également par la route 6546, puis par la route secondaire 65 176 menant à Gerényes.
Un accès est possible via un chemin forestier de mauvaise qualité depuis la gare ferroviaire de Mágocs-Alsómocsolád, située sur la ligne Dombóvár–Bátaszék, mais la localité est en grande partie considérée comme une impasse routière.

## Patrimoine urbain
L'église luthérienne, construite dans un style néogothique, est un monument protégé.

## La ville dans les représentations
Avec Bő, Őr et Sé, Ág est l’une des quatre seules localités de Hongrie dont le nom ne comporte que deux lettres.